# Hastichaur
Hastichaur (nep. हस्तीचौर) – gaun wikas samiti w zachodniej części Nepalu w strefie Lumbini w dystrykcie Gulmi. Według nepalskiego spisu powszechnego z 2001 roku liczył on 1438 gospodarstw domowych i 7325 mieszkańców (4069 kobiet i 3256 mężczyzn).